# Richard Nospers

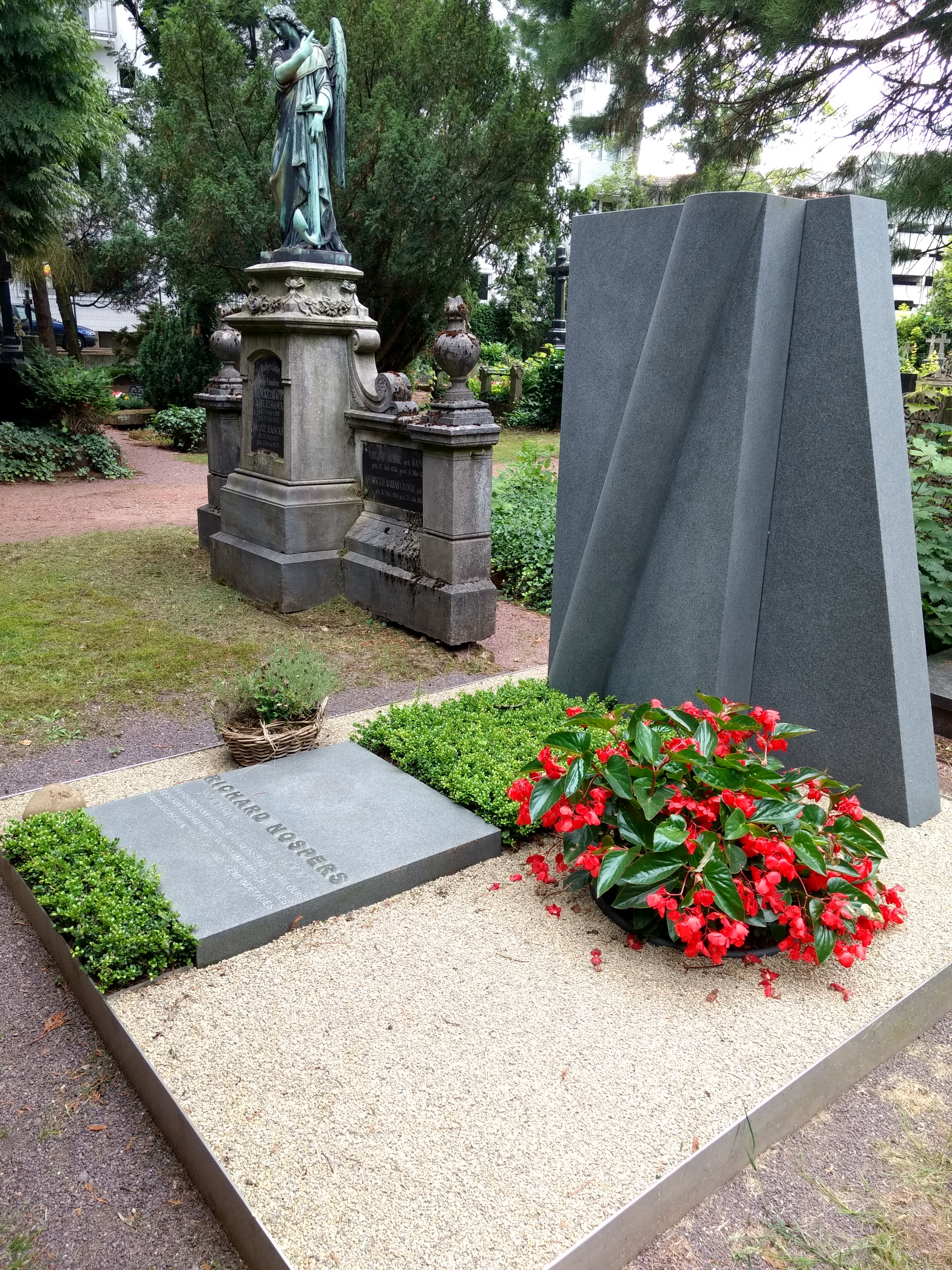
Grab auf dem Alten Friedhof Saarlouis

Richard Nospers (* 29. Oktober 1948 in Bitburg; † 2. November 2009 in Saarlouis) war ein deutscher Politiker der SPD und langjähriger Oberbürgermeister von Saarlouis.

## Biografie
Nach dem Studium der Rechtswissenschaften an der Universität des Saarlandes begann er als Rechtsassessor eine Laufbahn in der Kommunalpolitik des Saarlands. Zunächst war er Mitglied des Stadtverbandstages Saarbrücken und dort zeitweise Geschäftsführer der SPD-Fraktion.
Später war er für einige Zeit Staatssekretär im Landesumweltministerium und damit enger Mitarbeiter des damaligen Ministers Jo Leinen im Ersten Kabinett Lafontaine von 1985 bis 1987.
Nospers fühlte sich jedoch stärker der Kommunalpolitik verbunden und kandidierte 1987 erfolgreich als Oberbürgermeister von Saarlouis und wurde Nachfolger des seit 1967 amtierenden SPD-Politikers Manfred Henrich.
Während seiner bis 1997 dauernden zehnjährigen Amtszeit setzte er sich zum einen für die Bildung mehrerer städtischer Gesellschaften ein. Im Bereich der städtischen Finanz- und Wirtschaftspolitik fielen Entscheidungen wie die Konsolidierung der städtischen Finanzen nach dem Zusammenbruch der Sparkasse Saarlouis, aber auch das Zuliefer-Park-Projekt für Ford und die Ansiedlung von IKEA in Lisdorf. Daneben setzte er sich für eine Stärkung von Saarlouis als Kunst- und Kulturstadt ein. Maßgebliche Projekte waren dabei die Eröffnung des Kunstmuseums Haus Ludwig sowie zusammen mit Jo Enzweiler 1993 die Gründung des „Institut für Aktuelle Kunst im Saarland“, das später in die Hochschule der Bildenden Künste Saar integriert wurde.
1997 unterlag er bei der Direktwahl dem Kandidaten der CDU, Hans-Joachim Fontaine, mit nur 113 Stimmen. Zwischen 1998 und 2001 Vorsitzender der Sozialdemokratischen Gemeinschaft für Kommunalpolitik im Saarland e.V.
Daneben war er Berater in einem Wirtschaftsberatungsunternehmen, ehe er von April 2002 bis zu seinem Tod Geschäftsführendes Vorstandsmitglied des Saarländischen Städte- und Gemeindetages war. In dieser Funktion war er auch Geschäftsführer des Kommunalen Arbeitgeberverbandes (KAV) Saar. Vom 1. April 2008 bis zu seinem Tod war Nospers Mitglied des Verwaltungsrates der DekaBank Deutsche Girozentrale.